# Gravure sur bois

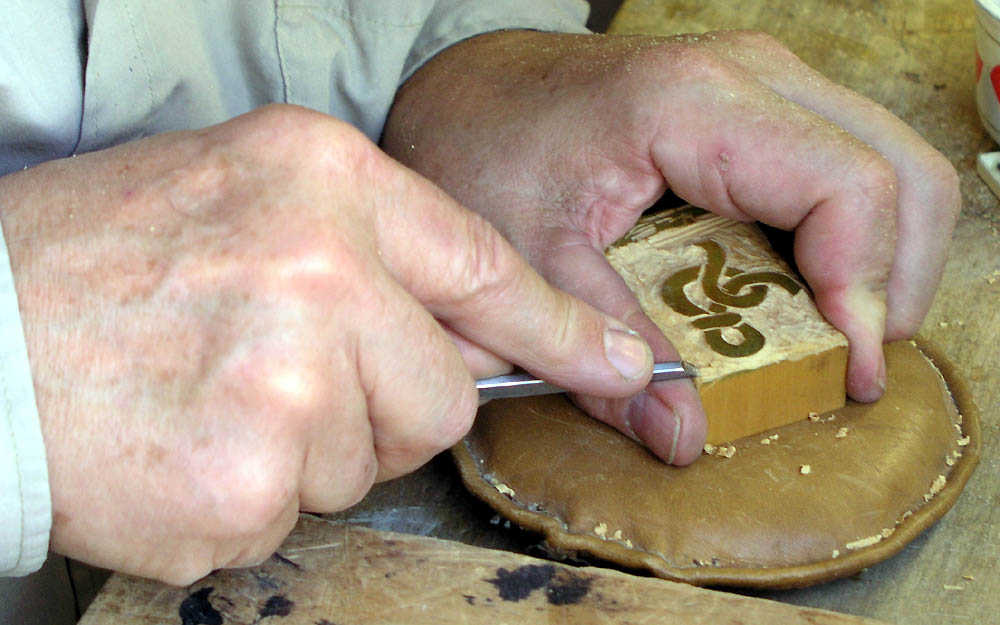
Gravure d’un bloc de bois

La gravure sur bois ou xylogravure, est un procédé de gravure en taille d'épargne sur un support en bois. Il s'agit peut-être de la plus ancienne technique permettant l'impression de motifs sur un support.

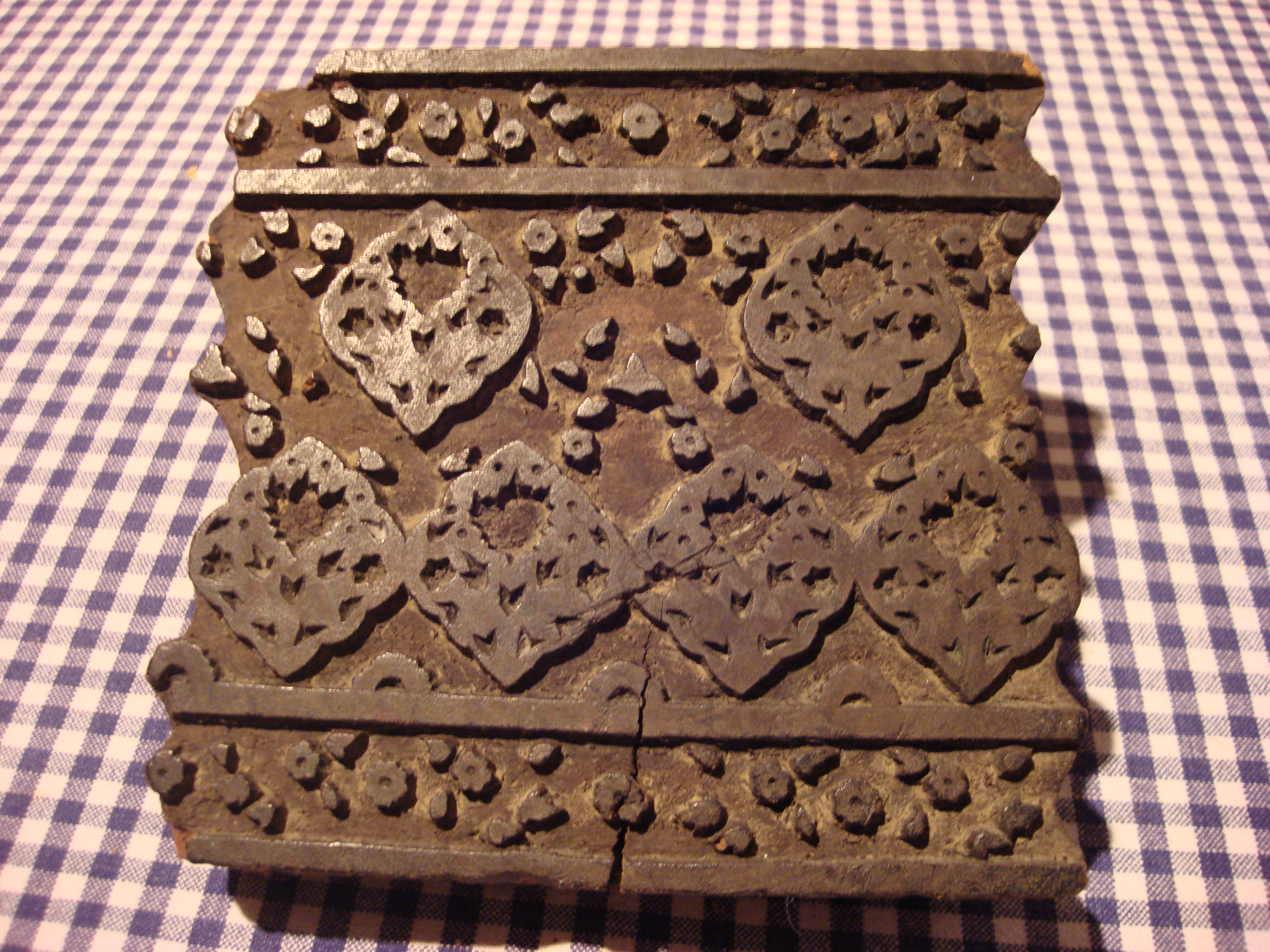
Bloc de bois gravé pour imprimer du textile et servant de tampon, une technique de la xylographie venue de Chine, et connue depuis l'Antiquité.

Terme synonyme, la xylogravure désigne l'action de graver un dessin ou un texte sur une planche de « bois de fil » (coupe longitudinale) ou sur « bois debout » (coupe transversale), généralement à l'aide d'une gouge ou un burin. On l'appelle aussi xylographie, qui a le sens étymologique d'« écriture sur bois » et se rapporte aussi bien à la technique de gravure qu'à l'estampe ainsi obtenue après impression, mais l'usage est de réserver ce terme aux gravures en feuilles, c'est-à-dire aux pages entières obtenues par gravure de texte et/ou d'image sur un même support de bois, et non aux gravures qui interviennent en tant qu'illustrations rajoutées dans des textes imprimés. On rencontre aussi, quoique fort rarement, le terme de xyloglyphie, trait gravé en creux dans le bois, qui s'applique plus particulièrement aux lettres gravées dans le bois pour les affiches.

## Le principe
Le graveur esquisse son dessin sur un bloc de bois taillé de façon à présenter une surface plane. Le contour du dessin est creusé grâce à différents outils que sont le canif, le burin, le ciseau ou la gouge. Tout ce qui est gravé apparaîtra en blanc à l'impression.
Lorsque la taille est terminée, le dessin initial apparaît en relief sur le support de bois, d’où le nom de taille d’épargne.

### Encrage
Pour encrer le relief de la matrice en bois, on utilise un rouleau ou un tampon, avec une encre suffisamment ferme pour ne pas couler dans les creux.

### Impression
On connaît deux modes d'impression : le bloc encré vient tamponner le support par le biais d'une seule pression ou, au contraire, on applique une feuille de papier contre le relief encré du bloc de bois maintenu immobile. Ce sont là deux techniques, deux systèmes de manipulations différents.
L’encre est transférée sur le papier par divers moyens : par pression donc, ou en frottant avec une cuiller ou un outil dédié, tel le frotton, ou en utilisant une presse typographique, généralisée en Occident depuis Gutenberg.

### Caractéristiques
La gravure sur bois oblige l’artiste à penser en termes de noir et blanc. Il n’est en effet pas possible d’obtenir des  valeurs de gris, puisque toute éraflure sur la surface du bois apparaîtra en blanc à l’impression.

Billet de banque de la Dynastie Yuan, 1287, matrice en gravure sur bois (généralement poirier en Chine) à gauche et billet imprimé à droite.
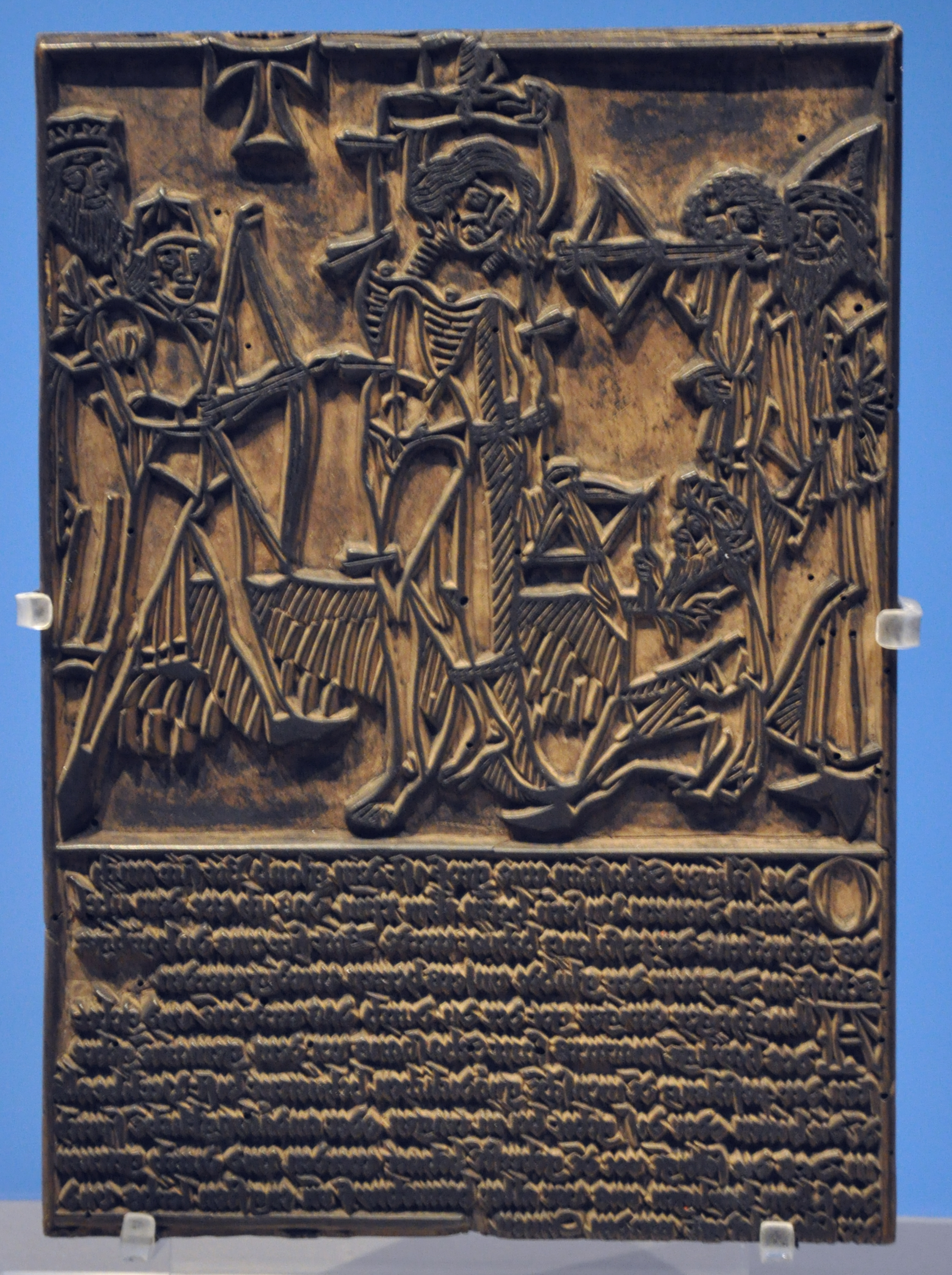
Martyre de Saint Sebastien, gravure sur bois, Allemagne du sud vers 1470–1475, Londres, British Museum.
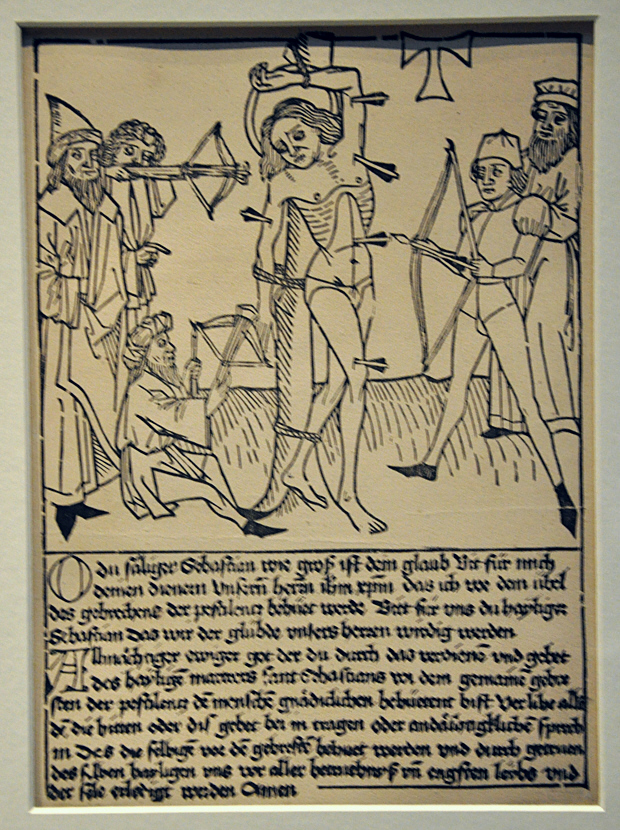
Impression (xylographie) obtenue à l'aide de la planche de bois gravée, Londres, British Museum.

Il est possible d'imprimer en couleurs en utilisant plusieurs bois : une pour chaque couleur en plus de la couleur par défaut du papier :

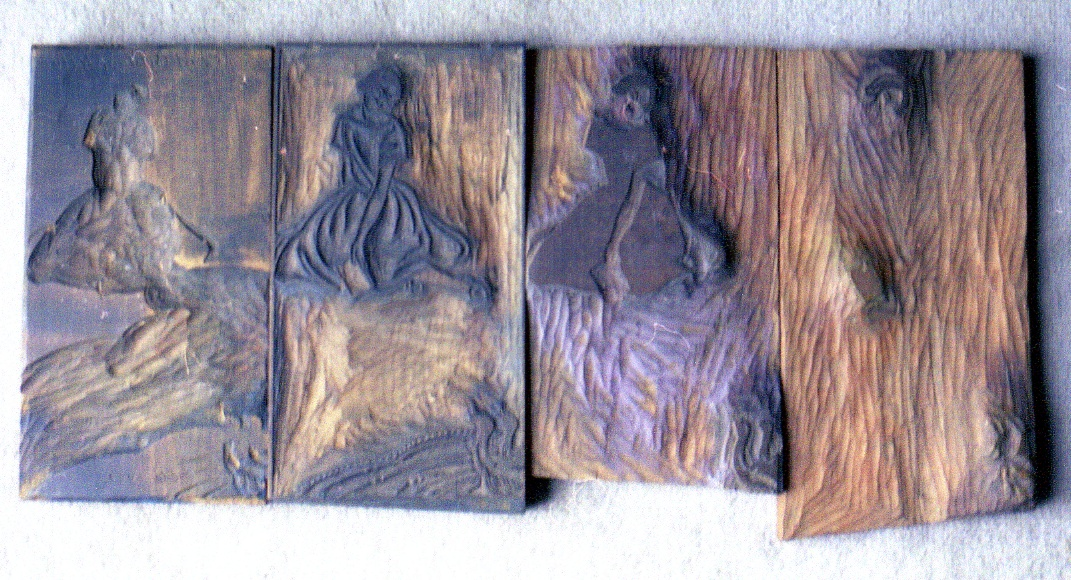
Gravure sur bois de fil, 4 planches pour impression en couleurs (1922)
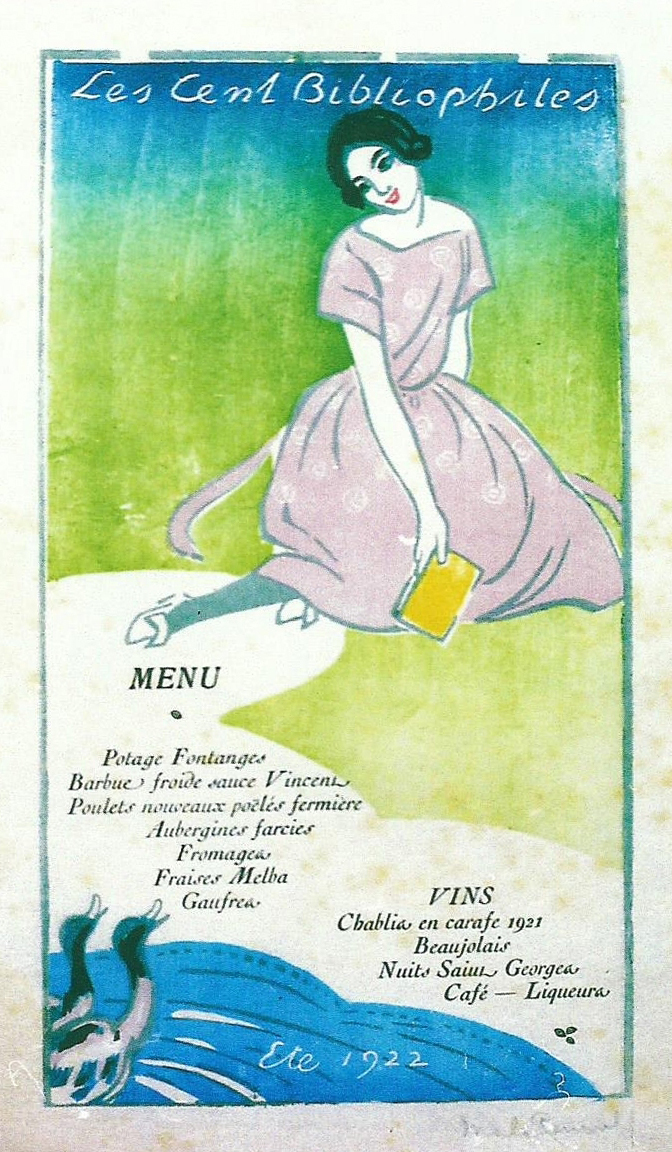
Estampe en couleurs, menu des Cent Bibliophiles (1922)

Bois et bois rehaussé de couleurs
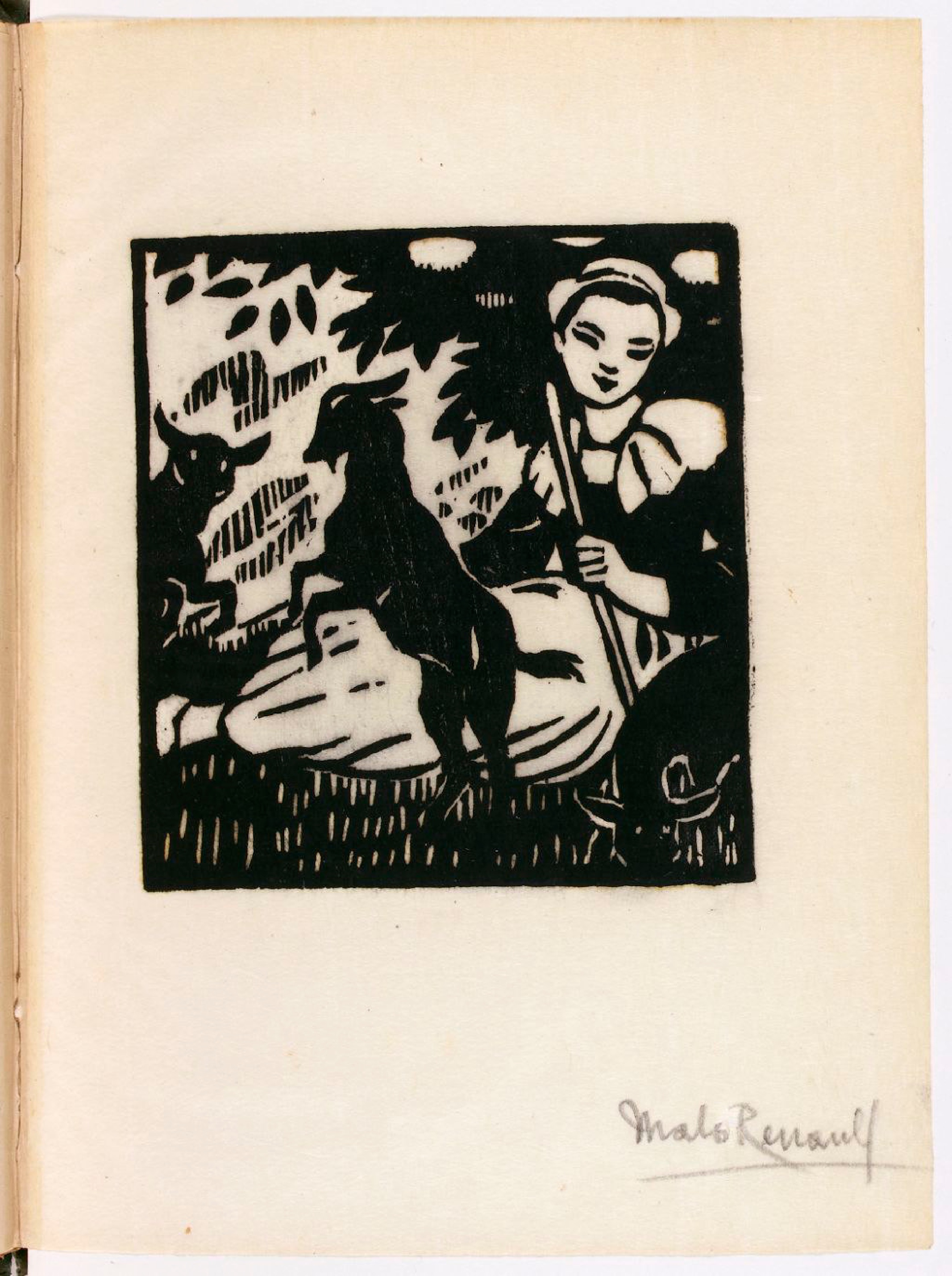
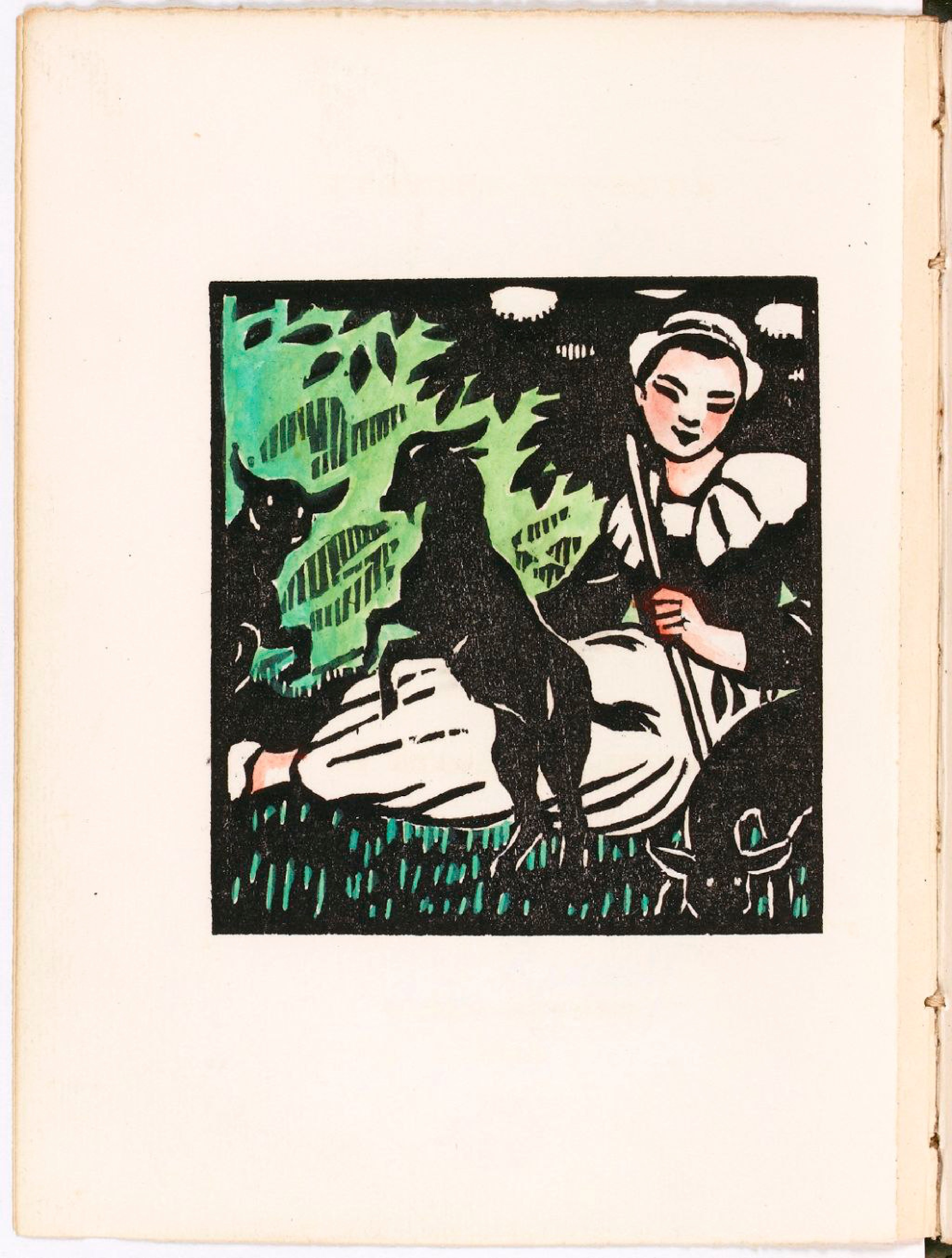

## La xylographie orientale

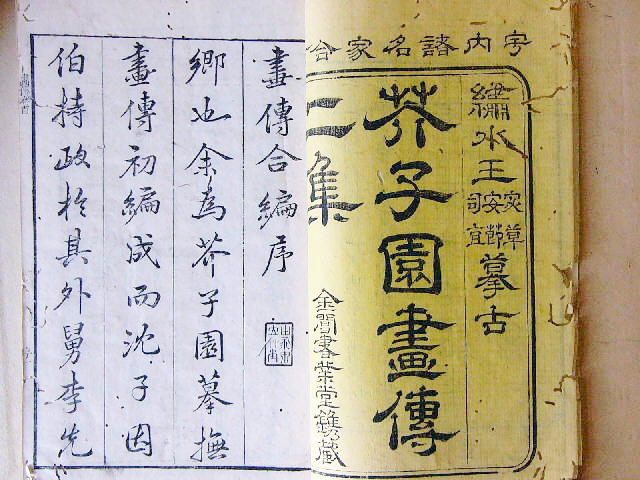
Livre chinois imprimé au XVIIIe siècle à l'aide de planches gravées en taille d'épargne.

La xylographie a été pratiquée dès le VIIe siècle en Chine, puis en Corée et au Japon.
Cette technique de taille d'épargne (l'encre se dépose sur les reliefs laissés) permet d'obtenir facilement et à moindre coût des livres en petites séries, à la demande, puisque les plaques de bois sont gravées rapidement - y compris par des illettrés - et qu'elles peuvent être conservées pendant longtemps, réutilisées ultérieurement ou corrigées par incrustation de pièces de bois. 

## Les débuts de la gravure sur bois en Occident

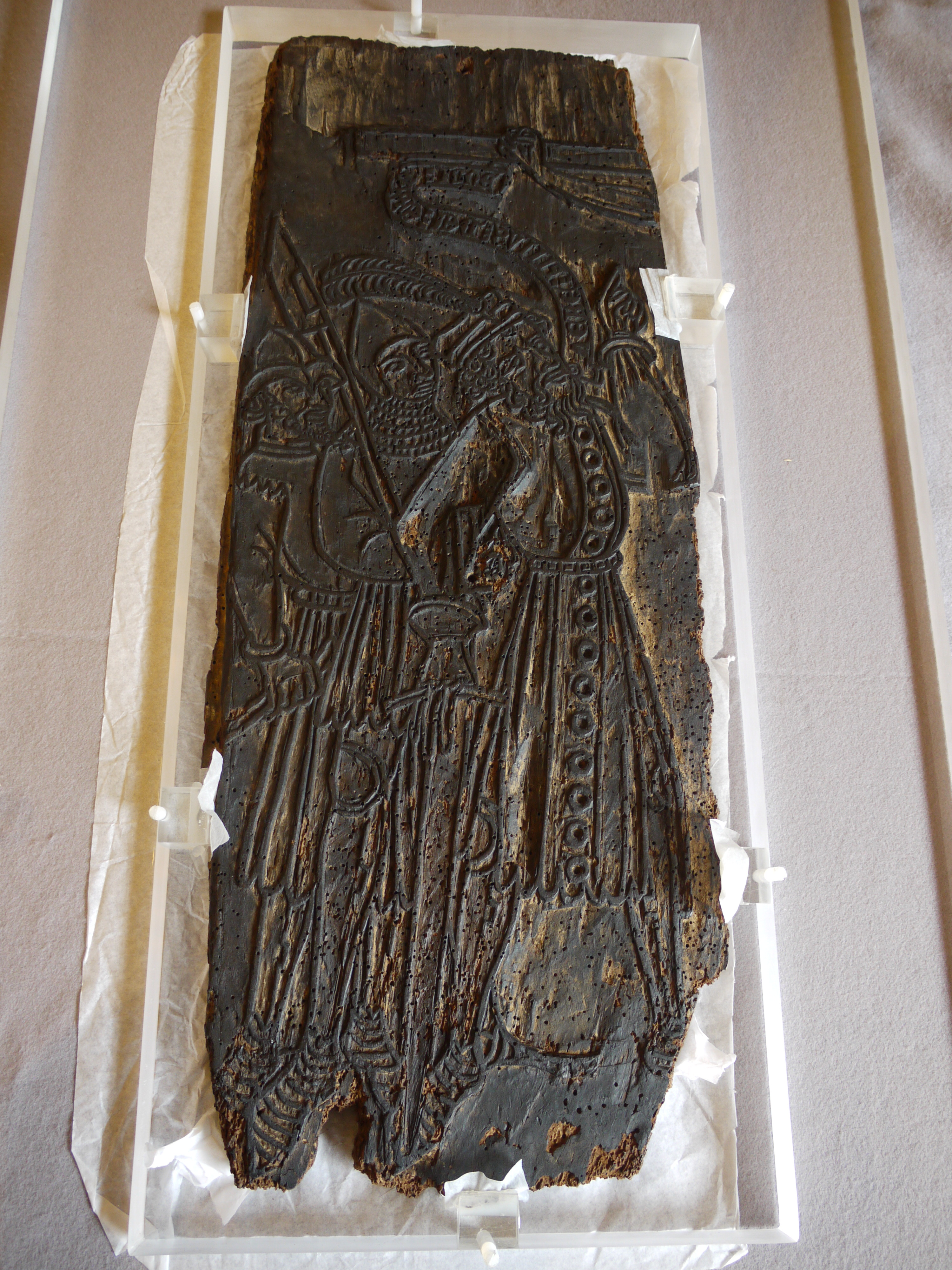
Bois Protat : face de la Crucifixion, début du XVe siècle, Bibliothèque nationale de France.

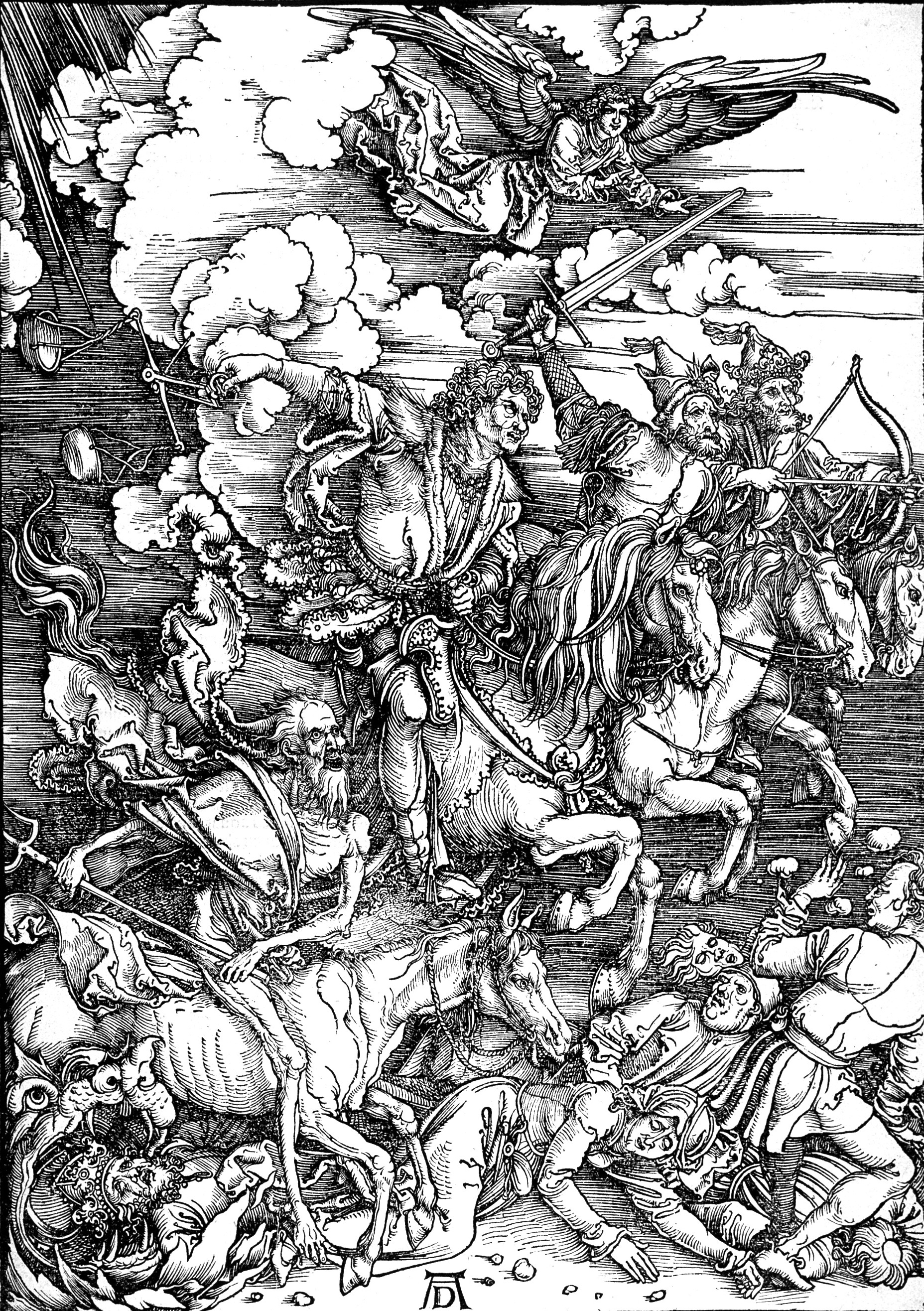
Albrecht Dürer, Les Cavaliers de l'Apocalypse (1497-1498), gravure sur bois.

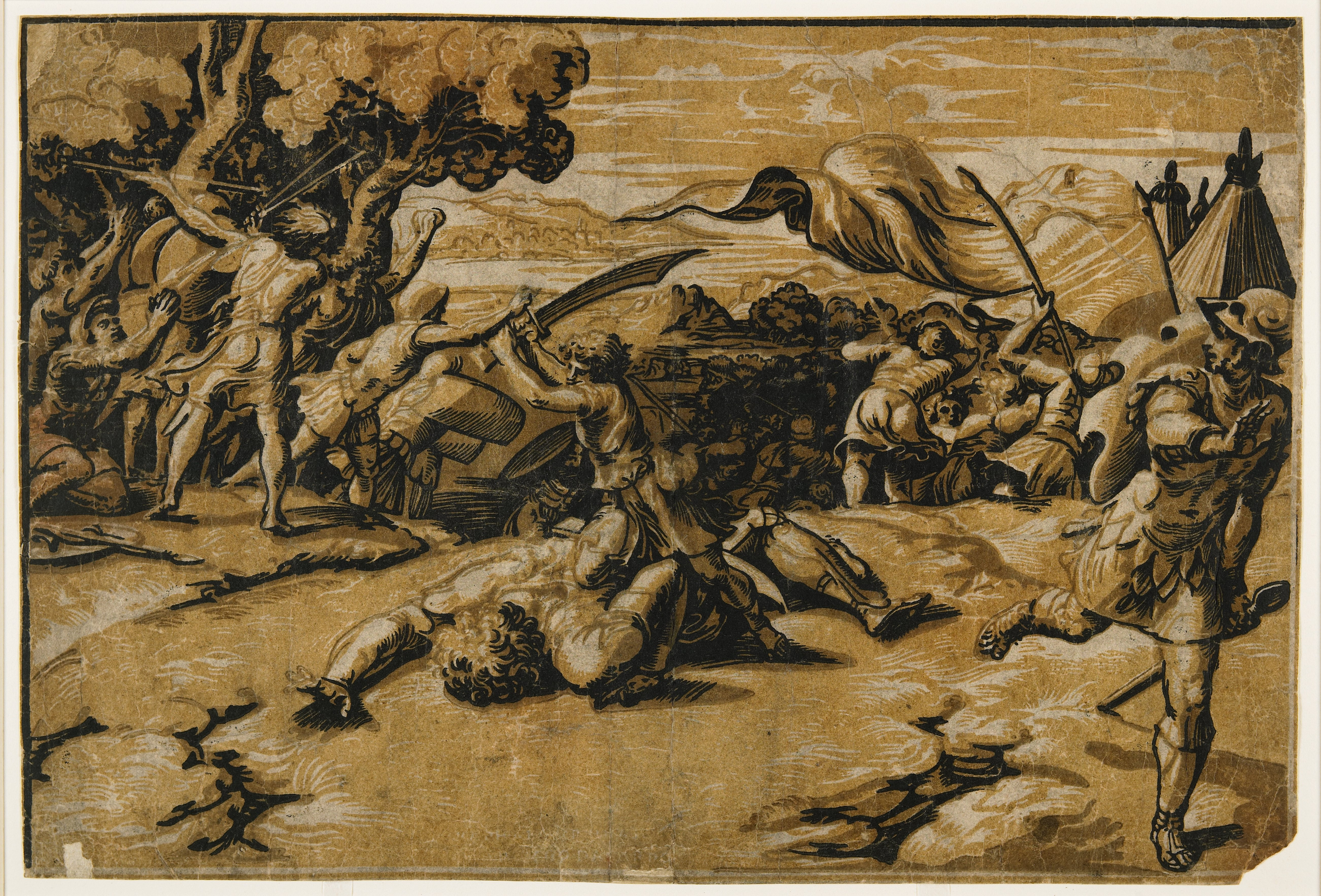
Hugo de Carpi, d'après une peinture de Raphaël, David décapitant Goliath, c. 1520-1527, gravure sur bois de fils en clair-obscur (chiaroscuro) à partir de trois blocs.

Le plus ancien bois gravé connu en Occident est le bois Protat, découvert fin 1899 près de l'abbaye de La Ferté-sur-Grosne (Saône-et-Loire). Une face, bien conservée, représente un détail d'une scène de La Crucifixion ; le revers concerne, quant à lui, L'Annonciation. Selon toute vraisemblance, ce bois retrouvé ne représente qu'un tiers ou un quart de la totalité de l'œuvre, qui était très probablement destinée à imprimer sur tissu. Jules Protat (1852-1906), imprimeur et collectionneur mâconnais qui fit cette découverte et lui donna son nom, en tira une épreuve qu'il montra à l'occasion de la rétrospective de la typographie, dans le cadre de l'Exposition universelle de Paris. Puis il la présenta à Henri Bouchot, alors conservateur du cabinet des estampes à la Bibliothèque nationale, qui entreprit des recherches lui permettant de dater l'objet aux environs de 1370, et lui consacra un livre. Le bois Protat est resté un siècle dans la famille de son inventeur, avant d'être acquis en dation par le département des Estampes et de la Photographie de la Bibliothèque nationale de France. Aujourd'hui, la bibliographie spécialisée est revenue sur la datation très précoce de Bouchot et s'accorde à considérer que le bois Protat date du début du XVe siècle.
La méthode d'origine de gravure sur bois fut développée vers 1400. Elle est plus précisément qualifiée de coupe de bois, parce qu'elle utilise un couteau comme outil principal, outre les outils de gravure classique (gouges) : l'esquisse du dessin à graver est inscrite à l'aide d'un couteau sur le côté dressé lisse du bois et l'excès de surface du bloc de bois, hors des zones d'impression, est ensuite retiré. Cela laisse l'ensemble des surfaces de bois « en épargne » sur la face du bloc. Pour faire une empreinte de cette gravure, de l'encre est appliquée sur le dessin en relief. Finalement, une feuille de papier (ou d'une autre matière) est pressée fermement contre le bois et frottée pour assurer que toutes les surfaces encrées s'impriment. Cette méthode s'est conservée en Orient pour l'estampe. En Occident, la mise au point par Gutenberg de la presse typographique à imprimer a conduit à utiliser celle-ci pour imprimer les gravures. La gravure sur bois étant un procédé d'impression en relief, comme la typographie, il est possible d'imprimer en même temps le texte et l'image (tandis qu'avec d'autres procédés, gravure sur cuivre ou lithographie, on devait employer deux systèmes d'impression différents et donc placer les illustrations en hors-texte).
Les gravures sur bois, dès l'origine, ont des sujets religieux, puis représentent des signes astrologiques, des proverbes, des maximes morales, les unes comme les autres jouant certainement un rôle de protection, enfin une multitude de thèmes populaires. Les gravures sont largement diffusées par des colporteurs et « montreurs d'images ». En outre, les dominotiers utilisent la gravure pour multiplier diverses impressions décoratives sur papier, sur tissu, et, surtout, les cartiers pour les jeux de cartes. L'impression se fait en noir, la couleur étant ensuite appliquée manuellement ou au moyen de pochoirs, plus rarement en utilisant des impressions successives de bois gravés (un pour chaque couleur). Cette technique d'impression en couleurs faisant intervenir le bois n'apparaît en Allemagne que vers 1508-1510 avec Jost de Negker ou Hans Baldung et en Italie qu'en 1516 avec Ugo da Carpi à Venise. Cette technique s'appelle gravure en camaïeu ou pour les estampes italiennes, chiaroscuro. Elle est développée pour donner à la gravure un aspect de dessin.
La gravure sur bois ne cesse pas d'être pratiquée par l'imagerie populaire mais, à partir du XVIIe siècle, elle est concurrencée par les techniques de gravure sur cuivre, burin puis eau-forte, qui offrent une plus grande finesse de traits et des possibilités beaucoup plus étendues, puis au XIXe siècle par la lithographie.
La gravure sur bois de fil permet de très nombreux tirages. Jean-Michel Papillon dans son Traité historique et pratique de la gravure en bois daté de 1766 (avant 1800, on dit « gravure en bois ») parle ainsi d'une affiche que son grand-père imprimait déjà, que son père continuait d'imprimer jusqu'à lui, si bien que Jean-Michel Papillon peut ainsi déclarer que « maintenant, en 1761, cette planche a tiré plus d’un million d’exemplaires, et qu’elle n’a, pour ainsi dire, d’autre défaut considérable, qu’une fente qui s’est faite à la planche dans toute sa longueur, ce qui n’empêche pas qu’elle serve toujours ».

## Renaissance de la gravure sur bois

### La gravure sur bois de bout

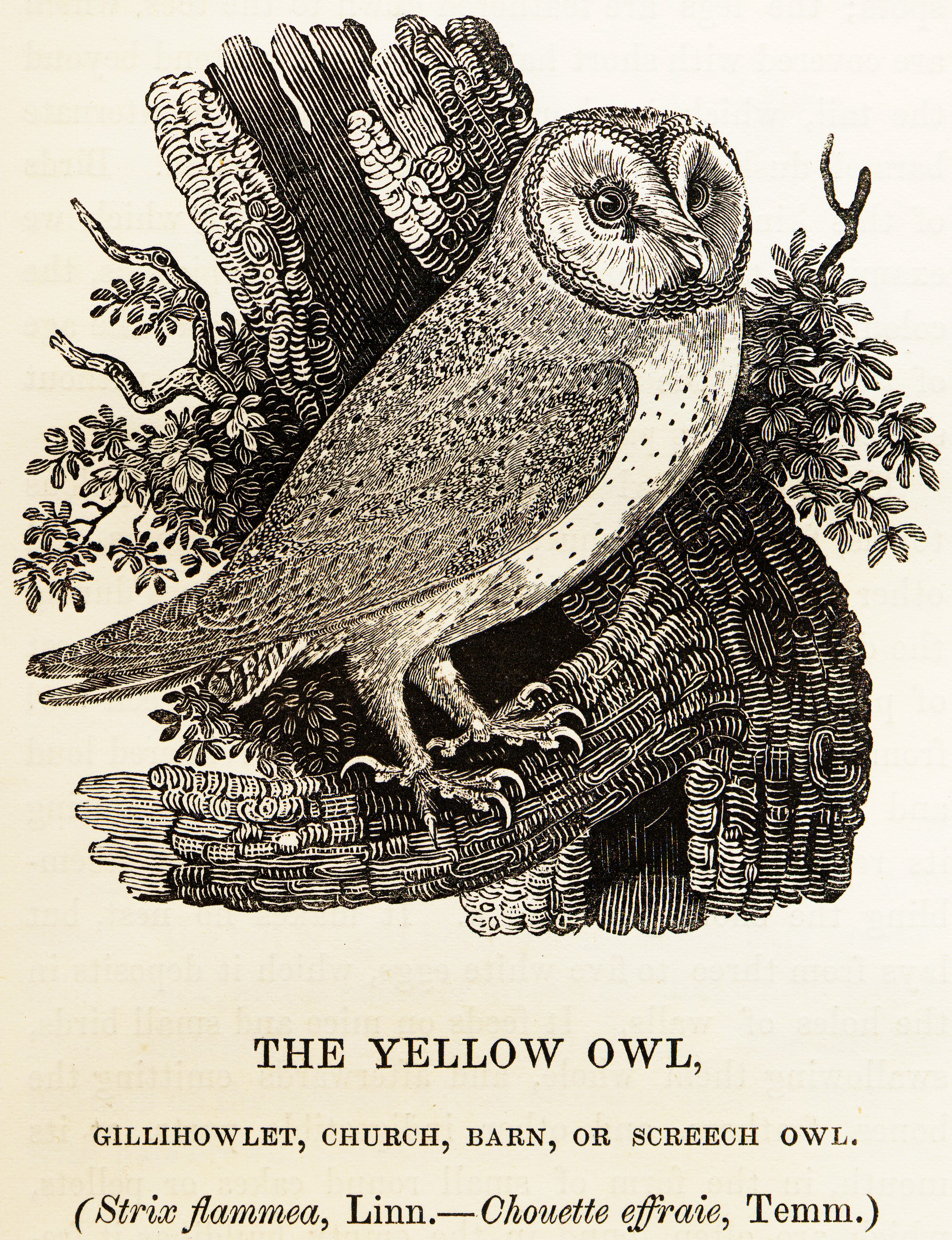
Thomas Bewick, illustration pour History of British Birds (1847), gravure sur bois de bout.

La technique de la gravure sur bois a été redéveloppée, environ 350 ans plus tard, à la fin du XVIIIe siècle et au début du XIXe siècle avec les travaux de Thomas Bewick. Bewick réalisait généralement ses gravures dans des bois (en général, du buis) plus durs que ceux normalement utilisés et gravait le bout d'un bloc plutôt que le côté, d'où le nom donné à cette technique, la « gravure sur bois de bout », le fil du bois étant perpendiculaire à la surface à graver, il n'oppose plus la direction de ses fibres, comme dans le bois de fil dans la gravure sur bois traditionnelle. Trouvant le couteau inadapté pour travailler le grain des bois plus durs, Bewick utilisait l'outil de gravure utilisé pour le cuivre, le burin, ou la gouge qui possède un écartement en V. Graver le bois de cette manière produisait des images aux détails beaucoup plus fins que la gravure sur bois de fil, et assez proches de celles produites en gravant sur les plaques de cuivre. Mais, contrairement aux gravures sur plaques de cuivre qui se détérioraient rapidement et qui étaient surtout difficiles à encrer, des milliers de copies pouvaient être imprimées en utilisant des blocs de bois gravés. Puisque les gravures sur bois utilisent l'empreinte en relief, alors que les gravures sur métal utilisent la technique de taille-douce (impression en creux), elles pouvaient être utilisées sur des presses conventionnelles, qui avaient elles-mêmes connu des progrès mécaniques rapides lors du premier quart du XIXe siècle. À la suite de l'innovation de Bewick et des progrès de la presse, les illustrations d'art, les paysages, les processus techniques, les personnages célèbres, les territoires étrangers et de nombreux autres sujets se sont répandus.

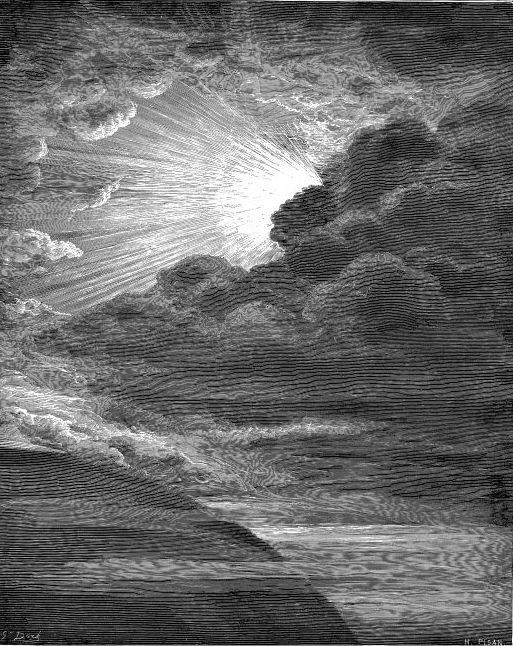
Gustave Doré, La Bible (1866), illustration Création de la lumière, gravée sur bois de bout par Héliodore Pisan.

Les innovations de Bewick furent reprises et améliorées par un groupe important de graveurs sur bois professionnels, chargés presque exclusivement, non de créer leurs propres œuvres, mais d'interpréter en gravure les dessins originaux des illustrateurs. En 1817, l'imprimeur Firmin Didot fait venir en France un spécialiste de la « gravure anglaise », Charles Thompson, élève de Bewick. Trois livres illustrés avec ses bois sont publiés : un Rabelais (1820), un La Fontaine (1826) et un Bérenger (1827). À la suite de Thompson, on voit apparaître des graveurs français, Louis-Henri Brévière (1797-1869), Lavoignat, John Andrew (1817-1870), Jean Best (1808-1879) et Isidore Leloir (l'Atelier ABL), Henri-Désiré Porret… Hippolyte Lavoignat incarne bientôt une première école française du bois de bout. Il sera suivi par Héliodore Pisan qui, lui, introduit une gravure de teinte, parvenant à rendre les nuances et les demi-teintes d'un lavis, ce qui permettra le parfait rendu des illustrations de Gustave Doré. Les travaux célèbres de Doré sont ainsi le résultat de la collaboration entre Doré et de talentueux graveurs sur bois : outre Pisan, François Pannemaker, Jacques Adrien Lavieille, Henri Théophile Hildibrand, Louis-Henri Brévière, Ernest Boetzel, François Pierdon, Maurand, Hébert, E. Deschamps, Dumont, Édouard Delduc, Fagnon, et bien d'autres,.
L'illustrateur dessine directement sur le bloc de bois, le graveur n'ayant plus qu'à intervenir en interprétant avec sa technique propre les différentes nuances. Il arrive souvent qu'une gravure de grand format soit réalisée sur des morceaux séparés, chacun confié à un graveur différent, les blocs étant ensuite assemblés et la gravure terminée par le graveur « chef d’équipe ». On en vient, pour nuancer la profondeur des noirs, à intercaler entre la platine qui assure l'impression et la feuille de papier, un habillage de carton creusé ou renforcé par du papier collé, de manière que la pression soit plus forte aux endroits de la gravure doit être plus noire, ou plus faible dans les zones claires. Cette pratique s'appelle en France la mise en train. Thomas Bewick, déjà, avait mis au point une technique similaire en abaissant légèrement la hauteur du bois dans les zones les plus claires. À la fin du XIXe siècle, on interprète de la même façon des photographies et l'outillage des graveurs est extrêmement perfectionné (échoppes rayées ou vélos permettant de graver des traits parallèles, et même des machines permettant de faciliter le travail). Pour assurer les très grands tirages de la presse (jusqu'à 100 000 exemplaires), il est nécessaire de multiplier les formes imprimantes : les bois originaux sont moulés dans du plâtre, et ces empreintes reçoivent un alliage de plomb typographique pour donner des clichés ou stéréotypes. Les procédés photomécaniques (typogravure, similigravure) mettent progressivement fin à la gravure de reproduction. Une technique proche subsistera, appelée en France trait anglais, qui n'est plus de la gravure, mais du dessin sur carte à gratter, utilisé dans la publicité et l'illustration de presse tant qu'il sera nécessaire de pallier la faible qualité de la similigravure et des papiers des journaux.

### Renaissance de la gravure sur bois de fil

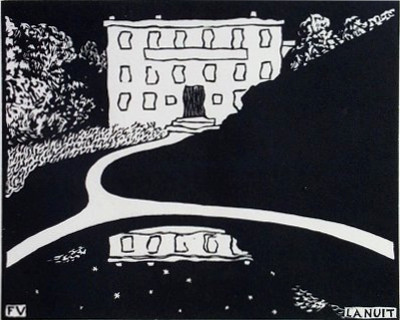
Félix Vallotton, La Nuit (1896), gravure sur bois de fil.

La fin du XIXe siècle voit la fin de la gravure sur bois de bout, définitivement supplantée par la photographie et ses dérivés, comme la similigravure. La virtuosité technique des graveurs a mené aux excès de la gravure de teinte, qui a perdu la fraîcheur et la spontanéité de la gravure sur bois originelle. Des graveurs artistes comme Auguste Lepère reviennent à une gravure sur bois de bout créative, mais ils demeurent des cas isolés. Paul Gauguin travaille encore le bois de bout au burin, mais évidemment dans un esprit radicalement différent. Les artistes préfèrent revenir à la gravure sur bois de fil, renouant avec les aplats francs et la simplicité, comme Félix Vallotton. La technique du bois de fil séduit par ses qualités expressives. Le peintre Edvard Munch emploie notamment un procédé de plaques découpées et assemblées comme un puzzle, pour expérimenter la polychromie et reproduire une même œuvre dans différents tons. Les expressionnistes allemands vont également être séduits par l'aspect organique et spontané de la technique.
La gravure sur bois est maintenant utilisée en tant que discipline artistique, et plus rarement pour créer des couvertures de livres, des éditions limitées pour les beaux-arts, des illustrations de livres et des maquettes commerciales.

### Quelques exemples de gravures sur bois en couleurs

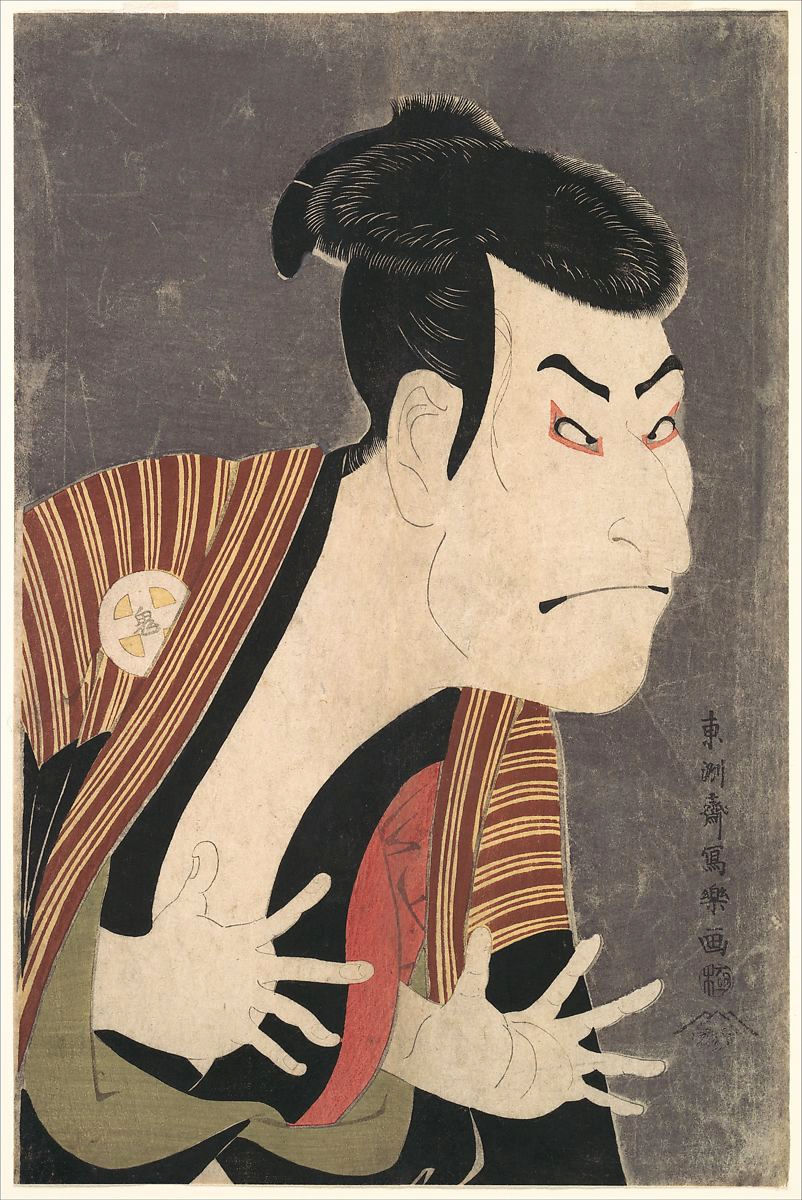
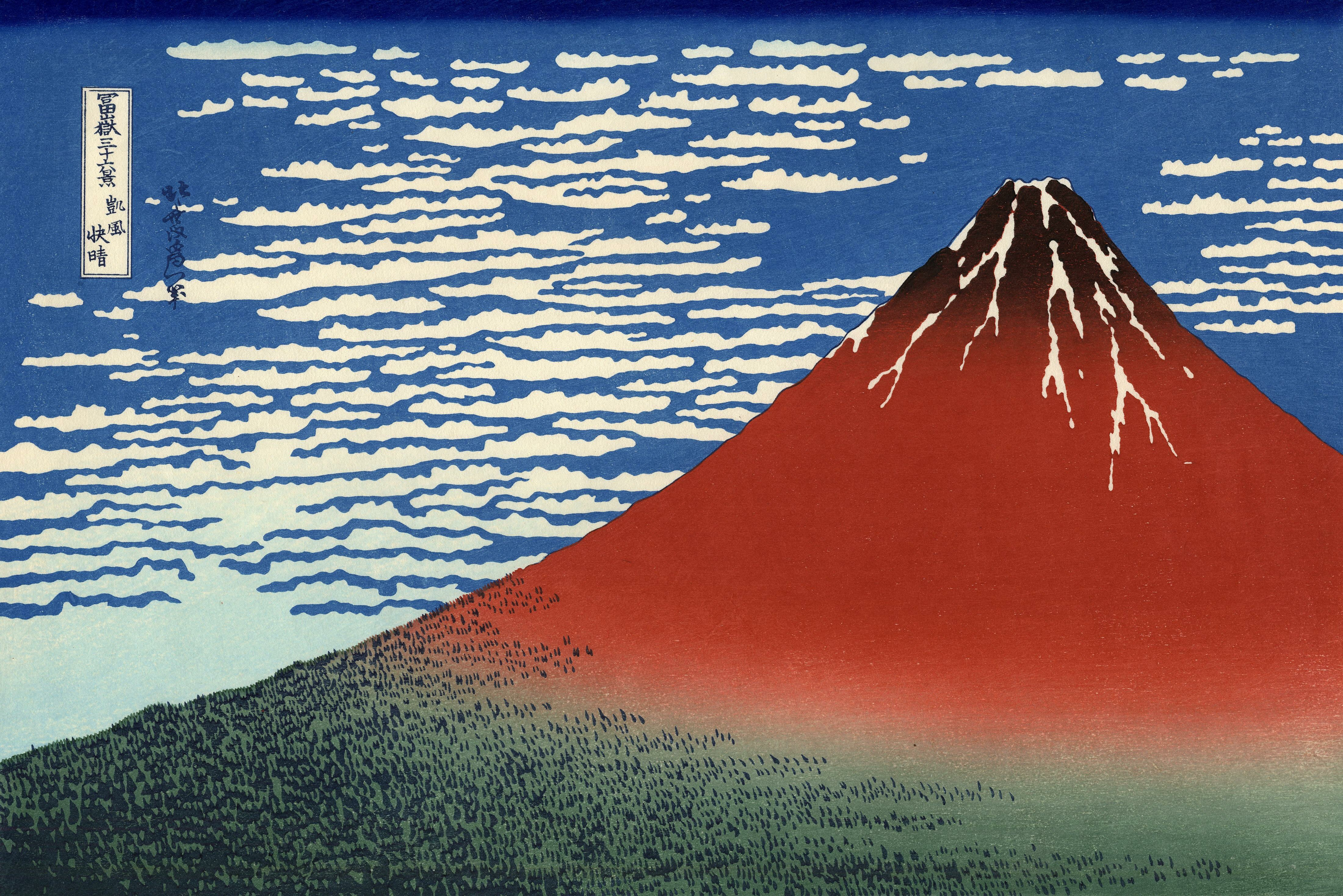
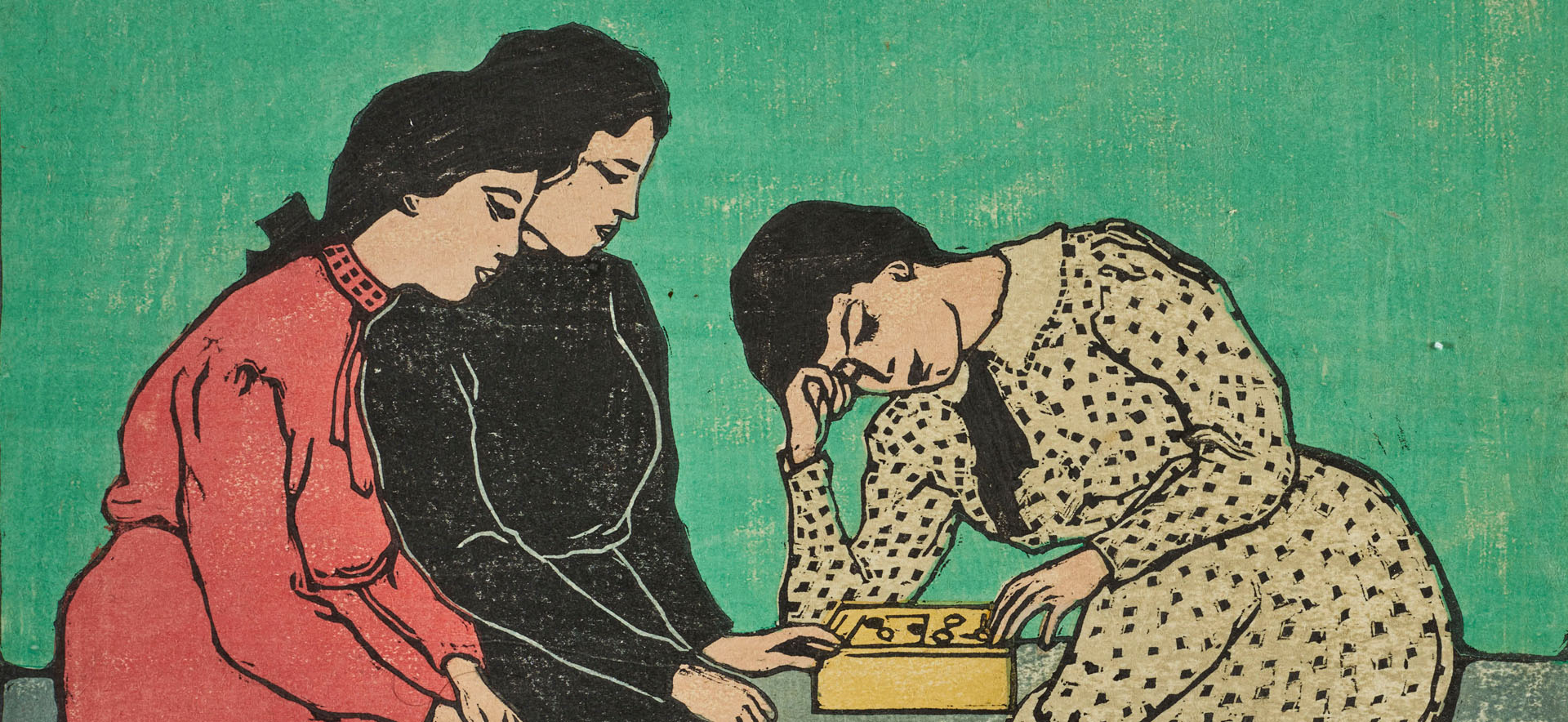
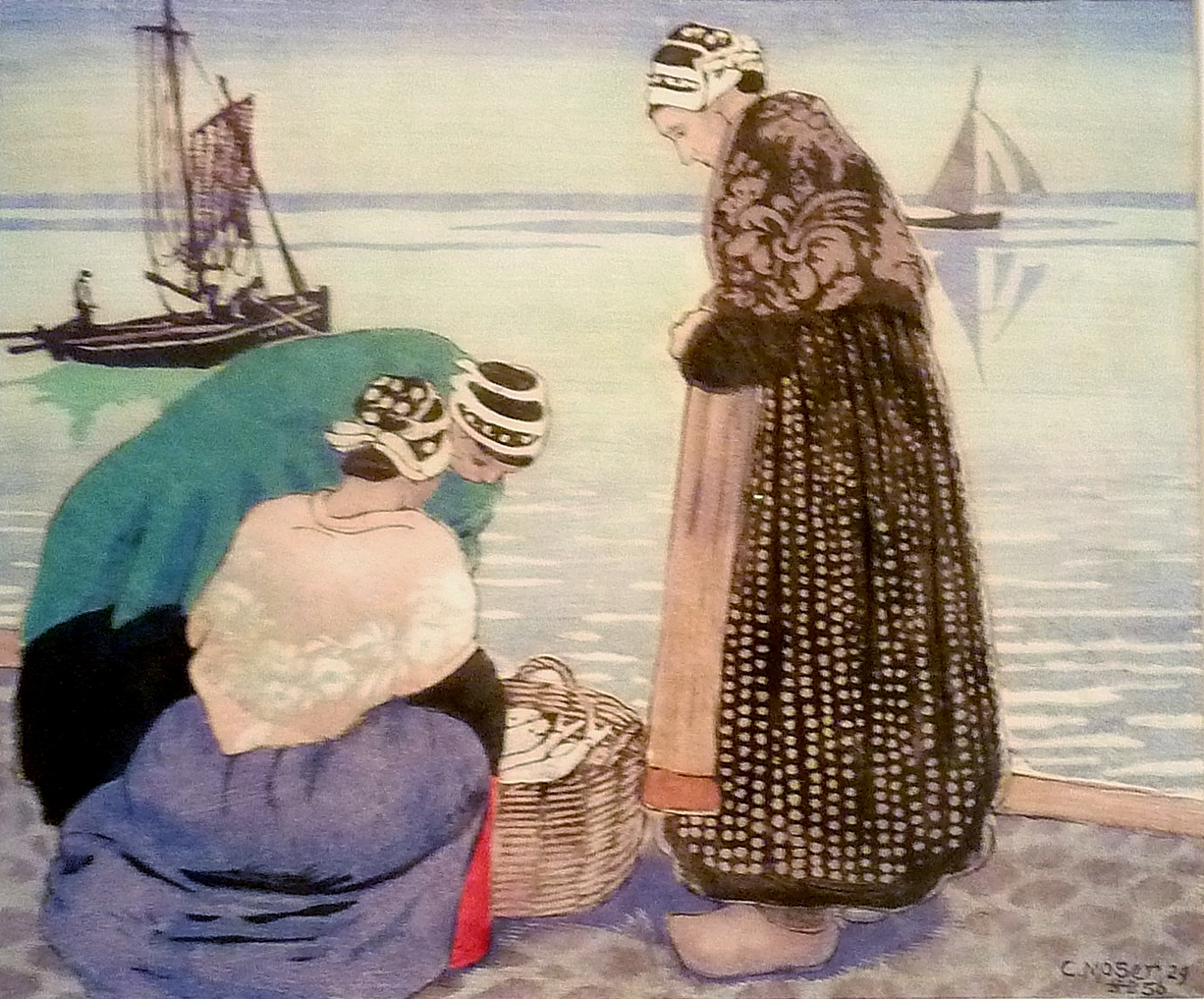
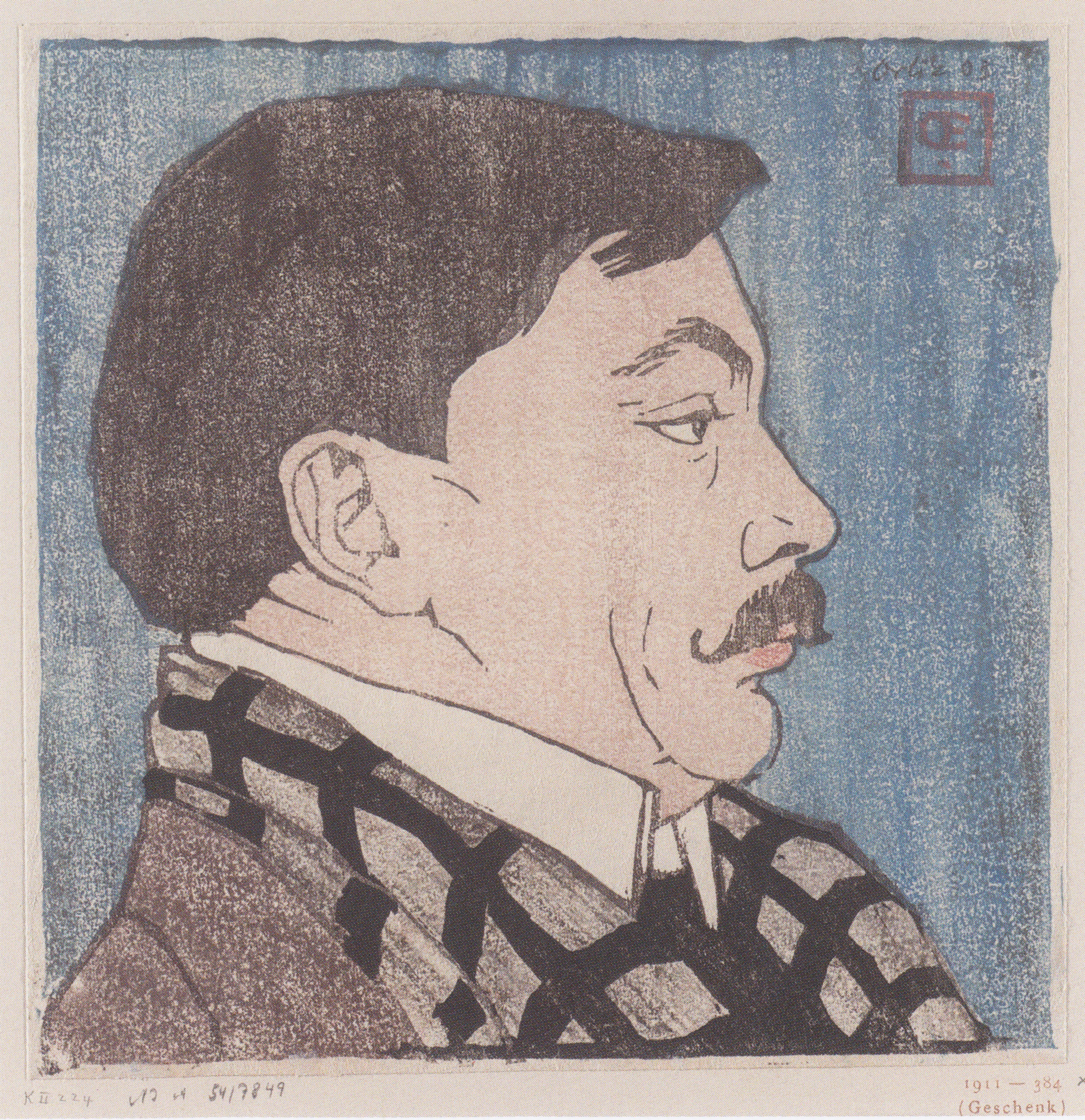

- Fichier:Toshusai_Sharaku-_Otani_Oniji,_1794.jpg
- Fichier:Red_Fuji_southern_wind_clear_morning.jpg
- Fichier:Emil_Orlik_-_Drei_Mädchen_beim_Brettspiel,_c._1907,_Farbholzschnitt.jpg
- Fichier:648_Carl_Moser_Marché_aux_poissons_Douarnenez.jpg
- Fichier:Emil_Orlik_-_Kolo_Moser_-_1903.jpeg

## Graveurs sur bois occidentaux célèbres
- Antonio Abaco
- Anders G. Aldrin
- Alexandre Alexeïeff
- Pierre Aubert
- Georg Baselitz
- Jacques Beltrand
- Thomas Bewick
- Robert Bonfils
- Carlègle
- Jean Chièze
- Paul-Émile Colin
- André Derain
- André Deslignères
- Rodolphe Duguay
- Albrecht Dürer
- Raoul Dufy
- Nicolas Eekman
- André Filippi
- Géo-Fourrier
- Démétrios Galanis
- Paul Gauguin
- Eric Gill
- Georges Gimel
- Roger Grillon
- Paul Hermann
- Jacques Hnizdovsky
- Amédée Joyau
- Tony Johannot
- Anselm Kiefer
- Käthe Kollwitz
- Jacques Adrien Lavieille
- Hippolyte Lavoignat
- Jean Lébédeff
- Auguste Leloir
- Auguste Lepère
- Auguste-Hilaire Léveillé
- Aristide Maillol
- Jacques Maret
- Frans Masereel
- Fortuné Méaulle
- Morin-Jean
- Edvard Munch
- Emil Nolde
- Henri Paillard
- François Pannemaker
- Stéphane Pannemaker
- Lucile Passavant
- Aldo Patocchi
- Héliodore Pisan
- Henri Rivière
- José San Martin
- François-Louis Schmied
- Théo Schmied
- Pino della Selva
- Louis-Joseph Soulas
- Charles Thompson
- Félix Vallotton
- Louis Valtat
- Gustav Vigeland
- Hajime Watanabe
- Anton Woensam
- Anders Zorn

### Filmographie
- 1999 : Christian Richard, La Gravure sur bois, 26 min, CRDP Aquitaine